# Phyllanthus pulverulentus
Phyllanthus pulverulentus är en emblikaväxtart som beskrevs av Ignatz Urban. Phyllanthus pulverulentus ingår i släktet Phyllanthus och familjen emblikaväxter. Inga underarter finns listade i Catalogue of Life.